# رعاية قرابة
رعاية القرابة هو مصطلح يستخدم في الولايات المتحدة وبريطانيا العظمى لتربية الأطفال من قبل الأجداد وأفراد الأسرة الممتدة الآخرين والبالغين غير المرتبطين الذين تربطهم بهم علاقة عائلية وثيقة مثل العرابين وأصدقاء العائلة المقربين لأن الوالدين البيولوجيين غير قادر على القيام بذلك لأي سبب من الأسباب. قد تكون الحضانة القانونية للطفل متضمنة أو لا تكون، وقد يكون الطفل مرتبطًا بالدم أو الزواج أو التبني. يُعرف هذا الترتيب أيضًا باسم "رعاية الأقارب" أو "الرعاية النسبية". قد يؤدي إيداع القرابة إلى تقليل عدد الإيداعات المنزلية التي يتعرض لها الأطفال؛ السماح للأطفال بالحفاظ على الروابط مع المجتمعات والمدارس وأفراد الأسرة؛ وزيادة احتمالات لم الشمل في نهاية المطاف مع الوالدين. وهي أقل تكلفة لدافعي الضرائب من الرعاية البديلة الرسمية وتبقي العديد من الأطفال خارج نظام الرعاية البديلة. "العائلة" هو مصطلح تمت صياغته مؤخرًا في الولايات المتحدة ويشير إلى العائلات المشاركة في رعاية الأقارب.
في عام 2010، كان هناك 7.8 مليون طفل يعيشون في أسر كان رؤساءها أجدادًا أو أقارب آخرين ولم يكن الآباء حاضرين. في عام 2012، وفقا لمركز بيانات إحصاء الأطفال التابع لمؤسسة آني إي كيسي، كان هناك 2.7 مليون طفل أو 4% من جميع الأطفال الذين تتم تربيتهم على يد الأجداد أو أي رعاية أخرى من الأقارب. وفقًا لتقرير مكتب الإحصاء الأمريكي لعام 2003، كان 2.4 مليون من الأجداد يتحملون المسؤولية الأساسية عن أحفادهم الذين تقل أعمارهم عن 18 عامًا ومن بين مقدمي الرعاية للأجداد، قام 39% منهم برعاية أحفادهم لمدة 5 سنوات أو أكثر. يقوم 594000 من الأجداد على المستوى الوطني بتربية الأطفال تحت مستوى الفقر الفيدرالي. يقوم الأقارب برعاية ربع الأطفال الموجودين في دور الحضانة في الولايات المتحدة.لقرابة

### أبناء القرابة
وفقا لتعداد الولايات المتحدة لعام 2010، يعيش ما يقرب من 7.8 مليون طفل أمريكي في منازل تحت رعاية الأقرباء. هناك العديد من الأسباب التي قد تجعل أحد الوالدين غير راغب أو غير قادر على رعاية طفله، بما في ذلك الوفاة والسجن والمرض وتعاطي المخدرات وعدم الاستقرار المالي. يتم وضع العديد من أطفال القرابة من قبل وكالات خدمات حماية الطفل (CPS) بعد إخراج الطفل من المنزل البيولوجي. يمكن أن يحدث هذا أيضًا في محكمة الأسرة دون مشاركة CPS. عندما تقوم CPS بإزالة الأطفال، ستبحث خدمات الأطفال المحلية عن أماكن نسبية قبل وضع الطفل في رعاية بديلة غير نسبية. لقد عانى معظم أطفال القرابة من شكل من أشكال الصدمة التي أدت إلى القطيعة مع أسرهم الطبيعية. قد يكون أطفال الأقارب ضحايا للإساءة والإهمال في المنزل البيولوجي، أو تظهر عليهم علامات اضطراب ما بعد الصدمة، أو لديهم احتياجات خاصة أو إعاقات ناتجة عن تعاطي المخدرات داخل الرحم، أو يحتاجون إلى الاستشارة أو خدمات الدعم الأخرى، أو يحتاجون إلى خدمات اجتماعية متخصصة والخدمات التعليمية.

## مقدمي رعاية قرابة
قد يكون مقدمو الرعاية من القرابة أجدادًا، أو أجداد أجداد، أو أشقاء، أو عمات، أو أعمام، أو أصدقاء عائلة الأطفال الذين هم تحت رعايتهم. غالبًا ما يشعر مقدمو الرعاية بالمسؤولية تجاه أفراد الأسرة الممتدة ويفضلون الرعاية الشخصية لأطفال الأقارب الذين قد ينتهي بهم الأمر في رعاية بديلة غير نسبية. في كثير من الحالات، لم يخطط الأجداد والأقارب الآخرون لإضافة أطفال إلى المنزل، وقد يواجهون مشاكل في الوصول إلى الخدمات الاجتماعية والتعليمية التي تغيرت بشكل جذري منذ أن قاموا بتربية أطفالهم. يعاني بعض مقدمي الرعاية من الشعور بالذنب والعزلة الاجتماعية الناتجة عن الخوف من تصور فشل المرء في تربية طفله. قد يتردد مقدمو الرعاية في متابعة الحضانة القانونية للأطفال الذين هم في رعايتهم إذا كانوا يريدون الحفاظ على العلاقات مع الوالد البيولوجي للطفل، أو إذا كانوا ينظرون إلى الترتيب على أنه مؤقت.
تواجه الأسر عقبات لا يواجهها الآباء البيولوجيون مثل الحصول على الخدمات الطبية والتعليمية للأطفال الذين هم في رعايتهم وتأمين سكن ميسور التكلفة يمكنهم العيش فيه مع الأطفال. العديد من مزايا المساعدة العامة المتاحة للوالدين والأسر الحاضنة غير متاحة لمقدمي الرعاية من الأقارب حتى لو كان الطفل يتلقى المساعدة في منزل الوالدين. تقدم بعض الولايات مدفوعات "الوصاية المدعومة" لأسر القرابة التي لديها أطفال يتم إيداعهم من خلال وكالات خدمات الأطفال أو وكالات رعاية الحضانة، على الرغم من أن هذه المدفوعات أقل بكثير من المدفوعات التي تتلقاها الأسر الحاضنة غير النسبية. تعد المشكلات المالية شائعة بالنسبة للعديد من الأجداد الأكبر سنًا وأجداد الأجداد الذين يعيشون على دخل ثابت أو الضمان الاجتماعي أو مدفوعات العجز، والذين لم يخططوا لتربية الأطفال في وقت متأخر من حياتهم، أو الذين يقومون بتربية الأطفال ذوي الاحتياجات التعليمية أو الطبية الصعبة. وقد أدى انتشار هذه المشكلات المالية إلى ارتفاع معدل انعدام الأمن الغذائي وفقدان الوظائف وحبس الرهن المنزلي في الأسر التي تدعم أطفالًا إضافيين دون الحصول على مساعدة مالية وخدمية كافية. ويمكن أن تكون العقبات أكبر في ترتيبات الرعاية "غير الرسمية"، حيث يفتقر مقدم الرعاية النسبي إلى علاقة قانونية (مثل الحضانة القانونية أو الوصاية ) مع الطفل.
وفقاً للتعداد السكاني الأمريكي لعام 2000، فإن أقل من 20% من الأطفال الذين نشأوا على يد الأجداد لديهم ترتيبات حضانة قانونية. أنشأت بعض الولايات سبلاً نحو الوصاية القانونية لمقدمي رعاية الأجداد الذين يرعون الأطفال بشكل غير رسمي. ينشئ قانون HB 130 الخاص بولاية أوهايو، وهو مشروع قانون إقرار الأجداد والتوكيل الرسمي، آليتين قانونيتين لمساعدة مقدمي الرعاية في الوصول إلى الخدمات التعليمية والطبية للأطفال في رعايتهم السكنية كبديل لتدخل خدمات الأطفال المتطفلة أو العمليات القانونية المكلفة. يُفضل هذا النوع من الوصاية المؤقتة من قبل العائلات التي تأمل في لم شمل الوالدين والأطفال البيولوجيين في نهاية المطاف.
يتضمن التشريع الأخير، قانون تعزيز الروابط من أجل النجاح وزيادة التبني لعام 2008 ، العديد من الأحكام التي تؤثر على عائلات القرابة. يجيز التشريع التمويل الفيدرالي لمدفوعات الوصاية المدعومة، وينشئ برامج توجيه الأقارب لمساعدة مقدمي الرعاية في الوصول إلى المساعدة المجتمعية وخدمات الدعم للأطفال الذين هم في رعايتهم، ويتطلب تقديم إشعار للأقارب البالغين عندما يدخل الطفل الرعاية، ويسمح للولايات بمزيد من المرونة مع معايير الترخيص عند وضع الطفل مع أحد أقاربه.
تحتفظ كل من AARP وGenerations United بقواعد بيانات قابلة للبحث عبر الإنترنت لبرامج القرابة في الولايات المتحدة.

## أنواع رعاية قرابة
هناك أربعة أنواع مختلفة من رعاية القرابة.
تعني رعاية القرابة غير الرسمية أن الترتيبات المعيشية للطفل قد تم إنشاؤها من قبل الوالدين وأفراد الأسرة الآخرين دون مساعدة المحكمة أو وكالات رعاية الطفل. مثال على هذه الرعاية يمكن أن يكون إذا كان الوالدان مريضين ولم يعد بإمكانهما رعاية أطفالهما، لذلك يمكن لأحد الأقارب مثل الجد أو العمة أو العم رعاية الأطفال حتى يتعافى الوالدان.
تحدث الوصاية المؤقتة عندما يخطط والد الطفل لترك أطفاله مؤقتًا مع أحد أقاربه. يتطلب هذا النوع أيضًا من الوالدين استشارة محامٍ وسيقوم المحامي بكتابة الأوراق لإرسالها إلى المحكمة ليوافق عليها القاضي. خلال فترة الوصاية المؤقتة هذه، يمكن للأقارب الذين مُنحوا هذا النوع من القرابة اتخاذ القرارات المتعلقة بالأطفال في قطاعي الطب والتعليم.
حدث رعاية القرابة التطوعية عندما يتم وضع الطفل في المنزل أو أحد الأقارب وبمشاركة وكالة رعاية الطفل. ومن أمثلة الظروف التي تؤدي إلى هذا النوع من رعاية القرابة ما يلي: إذا كانت هناك علامات سوء معاملة أو إهمال من قبل الوالدين، وأثناء علاج الوالدين من تعاطي المخدرات أو مشاكل الصحة العقلية، يمكن للوالدين وضع أطفالهم مع أقاربهم بمساعدة العاملين في مجال رعاية الأطفال.
رعاية القرابة الرسمية. في هذا النوع من رعاية القرابة، "يتم وضع الطفل في الوصاية القانونية للدولة من قبل القاضي وتضع رعاية الطفل الطفل مع أفراد الأسرة. " ستظل الدولة تتمتع بالحضانة القانونية للطفل وأقاربه سيكون لديهم حضانة جسدية، مما يعني أنه يجب عليهم دعم الطفل ماليًا ومنحهم منزلًا. إذا اتفق الوالدان والأقارب على زيارة الطفل لوالديه أو إخوته، فإن وكالة رعاية الطفل هي المسؤولة عن إنشاء الزيارات والتأكد من حدوثها. مع هذا النوع من رعاية القرابة، يصبح الأقارب هم الوالدين الحاضنين للطفل.

## نمو عقلي للأطفال في رعاية قرابة
تعتبر السنوات القليلة الأولى حاسمة بالنسبة لمرحلة الطفولة المبكرة، حيث ينمو الأطفال بسرعة. وتتنبأ العلاقات التي تنشأ مع مقدمي الرعاية لهم بأداء الأطفال اللاحق في الحياة الاجتماعية وعلاقات الزواج والعلاقات مع أطفالهم. لذلك، من المهم فهم جودة رعاية القرابة من حيث النمو العقلي للأطفال لمعرفة كيف تؤثر هذه العلاقات المبكرة على الأطفال اجتماعيًا وعاطفيًا ومعرفيًا وتؤثر بشكل أكبر على الاستعداد للمدرسة.
أفادت الدراسات التي فحصت أسر القرابة الحضانة عن ارتفاع معدل انتشار الفقر وانخفاض المستويات التعليمية مقارنة بالترتيبات الأسرية الأخرى. على هذا النحو، غالبًا ما يرتبط مقدمو الرعاية من ذوي القرابة بمستوى عالٍ من التوتر عند لعب دور الرعاية والتربية للأطفال. وتتمثل هذه العوائق في قلة الطاقة والموارد المالية المحدودة والمزيد من المشاكل والمخاوف الصحية. إلى جانب ذلك، تشمل التحديات النفسية صعوبات إعادة الدخول في أدوار الوالدين، وتنفيذ استراتيجيات تأديبية فعالة، والتعامل مع العلاقة بين الأطفال ومقدمي الرعاية والآباء البيولوجيين، والتغلب على الفجوة بين الأجيال. من المحتمل أن تؤثر هذه العوامل المتعددة الجوانب على الأطفال في رعاية ذوي القربى وتعرضهم لمزيد من مخاطر الصحة العقلية. أفادت دراسة أجريت على 733 من الجدات الحاضنات و9878 من مقدمي الرعاية من المسح الوطني للمقابلة الصحية لعام 2001 (NHIS) الذين أكملوا استبيان نقاط القوة والصعوبات (SDQ) أن الأطفال الذين نشأوا على يد الأجداد لديهم اضطرابات سلوكية وعاطفية أكثر من الأطفال في إجمالي سكان الولايات المتحدة. من بين المواضيع، أفاد الأجداد القوقازيون الكبار بوجود صعوبات مع الأطفال أكثر من الأجداد الأمريكيين من أصل أفريقي. غالبًا ما أبلغ الأجداد البيض عن أن أحفادهم يعانون من مشاكل سلوكية ذات سمات جدلية ومندفعة ومكتئبة، والانسحاب من المدرسة، وأقل استقلالية، وتدني احترام الذات، بينما أبلغ الأجداد السود عن أن أطفالهم الحاضنين قد كذبوا أو غشوا، وكانوا عصايين في المدرسة، ودمروا الأشياء، ودخل في قتال ). أفادت دراسة أخرى أجريت على 59 عائلة أجداد حاضنة في نيويورك أن أكثر من نصف الأطفال قد طوروا مستوى معينًا من الظروف الصحية، ومن بين الحالات الأكثر شيوعًا اضطرابات نقص الانتباه. وجدت دراسات أخرى ارتفاع معدل حدوث المشكلات السلوكية المتعلقة برعاية القرابة مقارنة بالترتيبات العائلية الأخرى. في البيئات المدرسية، يعاني الأطفال الذين ينشأون على يد الأجداد من معدلات تعليق وطرد أعلى ومشاركة أقل من الأطفال الذين يعيشون مع الوالدين. وجدت مراجعة منهجية أجريت عام 2016 لـ 102 دراسة شبه تجريبية شملت 666,161 طفلًا أن رعاية الأقرباء هي خيار قابل للتطبيق لرفاهية الأطفال الذين تم إخراجهم من المنزل بسبب سوء المعاملة.

## قوة رعاية قرابة.
تتمتع رعاية القرابة أيضًا بالعديد من مصادر القوة. إن عائلات القرابة التي غالبًا ما يكون لها تاريخ من الدعم تخلق رابطًا عاطفيًا أكثر استدامة واستقرارًا مع الأطفال، وبالتالي تحسين رفاهية الأسرة بأكملها. يميل مقدمو الرعاية الأكبر سنًا إلى توفير الحكمة والمعرفة المكتسبة من خلال الخبرة، والامتنان لحصولهم على فرصة ثانية لتربية الأطفال، والحصول على المزيد من الوقت لقضائه مع الأطفال.
فيما يتعلق برفاهية الأطفال، من المهم مساعدتهم على بناء هويتهم الشخصية والثقافية. يتم وضع الأطفال في رعاية القرابة ضمن طبقة اجتماعية وثقافة مألوفة لهم، ويكون لديهم اتصال أكبر مع الأقارب الذين يعززون هوياتهم الذاتية واحترامهم لذاتهم والشعور بالانتماء إلى تاريخ العائلة المشترك والروتين والطقوس. كما يواجه الأطفال في رعاية القرابة عددًا أقل من المواضع مقارنة بالأطفال الذين لا يتمتعون برعاية القرابة، ويبقون في المجتمع الذي يعرفونه، ويتعرضون لعوامل خطر أقل مرتبطة بالبيئة الجسدية والعقلية غير المستقرة. علاوة على ذلك، لديهم اتصال أكبر نسبيًا مع والديهم البيولوجيين، الذين يتلقون منهم دعمًا اجتماعيًا وماليًا تعويضيًا مقارنة بالأطفال الذين لا يتمتعون برعاية الأقرباء. يتمتع أطفال رعاية القرابة بشبكة اجتماعية وظيفية من المجتمع المحلي بخلاف المساعدة المهنية "بدم بارد" من قبل الإدارة الحكومية التي ترتبط بالإهمال الشديد قبل الإيداع. إن المجتمع المحلي الصحي والطبيعي يعوض سوء الاستفادة من الخدمات الطبية والتعليمية بسبب تدني المستوى التعليمي للآباء والأمهات وخاصة الأجداد. كما أنه يقلل من مخاطر التعرض لضغط الأقران، والعزلة، والوصم الاجتماعي، ويمكّن الأطفال من الحفاظ على شبكة مستدامة في المدرسة وفي أوقات الفراغ.
بالنسبة لأطفال رعاية القرابة الذين يظلون على اتصال بوالديهم البيولوجيين، يستمر الآباء البيولوجيون في لعب دورهم في العلاقات بين الوالدين البيولوجيين والآباء البيولوجيين والأطفال. تظهر إحدى الدراسات أن 88% من المراهقين الذين تتم تربيتهم على يد الأجداد لديهم بعض الاتصال مع أحد والديهم على الأقل، في حين أن 64% من الأطفال الذين تمت مقابلتهم في دراسة أخرى يرون أمهاتهم كل عام على الأقل؛ تعيش العديد من أمهات هؤلاء الأطفال في مكان قريب وكانوا على اتصال منتظم بأطفالهم. تشير هذه الدراسات إلى أن دور الوالدين البيولوجيين يمكن أن يكون مزعجًا، وغالبًا ما يُنظر إليه على أنه مشاركة غير متناسقة في تحطيم ثقة الأطفال، والمشاحنات القانونية وتقويض قواعد الأجداد، مما يؤدي إلى تربية أقل فعالية من جانب الأجداد.

## مشاركة نظام رعاية الطفل في رعاية ذوي القربى
يميل نظام رعاية الطفل ورعاية القرابة إلى السير جنبًا إلى جنب في معظم الحالات. من ولاية إلى أخرى، يختلف نظام رعاية الطفل عن الآخر، ولكنه يشمل دائمًا الأقسام التي تركز على الخدمات الاجتماعية أو خدمات الأطفال. تحتوي كل وكالة على أخصائيين اجتماعيين عادةً ما يكونون أخصائيين اجتماعيين يطلب منهم القانون المساعدة في خلق بيئة آمنة وتحسين الرفاهية وإنشاء ترتيبات معيشية دائمة للأطفال. يختلف إشراك نظام رعاية الطفل في رعاية القرابة من دولة إلى أخرى نظرًا لأن كل دولة لها قوانينها وممارساتها الخاصة التي تحكم هذه المواقف. سيكون أخصائي الحالة في قسم الخدمات الاجتماعية أو خدمات الأطفال هو أول من يتعامل مع الأجداد أو الأقارب الآخرين عندما يريد الأفراد أن يصبحوا مقدمي رعاية ذوي صلة. تستطيع العائلات أيضًا الاتصال بوكالات الرعاية الاجتماعية المحلية عند طلب المساعدة. "

## مساعدة الأجداد والأقارب في تربية الأطفال
في العديد من الولايات الأمريكية، لا تكون برامج المساعدة المالية والخدمية المتاحة للوالدين والأسر الحاضنة متاحة لمقدمي الرعاية من ذوي القربى بناءً على العلاقة الأسرية بالطفل. لدى بعض الولايات خدمات دعم قرابة أكثر من غيرها، ولكن المساعدة المالية التالية متاحة لمقدمي الرعاية المؤهلين على الصعيد الوطني.
في المملكة المتحدة، يحصل مقدمو الرعاية من ذوي القربى على مساعدة أقل من الأشخاص الذين يتبنون الأطفال أو يتبنونهم. يمكن أن يُدفع مقدمو الرعاية من ذوي القربى إلى الديون أو الفقر أو سوء الحالة الصحية أو حتى التشرد. وقالت جوديث بليك من مجلس الأطفال والشباب التابع لجمعية الحكم المحلي، إن المجالس "تفعل ما في وسعها" لدعم مقدمي الرعاية من الأقارب في مواجهة الضغوط الشديدة على ميزانيات خدمات الأطفال. "تحتاج الحكومة إلى ضمان حصول المجالس على التمويل المستمر طويل الأجل الذي تحتاجه للتأكد من أن جميع الأطفال والأسر قادرون على الازدهار."

## خدمات داعمة
أصبح البرنامج الوطني لدعم مقدمي الرعاية الأسرية (NFCSP) قانونًا في عام 2000 بموجب إعادة تفويض قانون الأمريكيين الأكبر سنًا ويوفر التمويل للخدمات الداعمة للأجداد. يوفر برنامج NFCSP، الذي تمت إعادة تفويضه وتعديله في عام 2006، التمويل الفيدرالي لوزارة الصحة والخدمات الإنسانية الأمريكية وإدارة الشيخوخة (AoA) لإدارة البرنامج. تمول اتفاقية الزراعة وكالات المناطق المحلية المعنية بالشيخوخة (AAAs) لتقديم خدمات داعمة للأجداد والأقارب الآخرين الذين تبلغ أعمارهم 55 عامًا أو أكثر والذين هم مقدمو رعاية للأطفال. تنقسم الخدمات الداعمة إلى 5 فئات حددها NFCSP:
1. معلومات لمقدمي الرعاية حول الخدمات المتاحة؛
2. ومساعدة مقدمي الرعاية في الوصول إلى الخدمات؛
3. الاستشارة الفردية، وتنظيم مجموعات الدعم، والتدريب لمساعدة مقدمي الرعاية في مجالات الصحة، والتغذية، ومحو الأمية المالية، وفي اتخاذ القرارات وحل المشكلات المتعلقة بأدوارهم في تقديم الرعاية؛
4. الرعاية المؤقتة لتمكين مقدمي الرعاية من الحصول على إعفاء مؤقت من أعمالهم

المقدمة من مقدمي الرعاية.

## خدمات متاحة لعائلات القرابة
عند رعاية الأطفال أو تربية أطفال أقاربك، يمكن أن يصبح الأمر مكلفًا."وفقًا للرابطة الحضرية لعام 2002 والمسح الوطني للعائلات الأمريكية، يعيش أكثر من 50% من الأطفال في رعاية الأقرباء في مساكن منخفضة الدخل. "واعتمادًا على ظروف الأسرة، قد يكونون مؤهلين للحصول على الخدمات التالية:
- المساعدة المؤقتة للعائلات المحتاجة (TANF) - يوفر هذا البرنامج مساعدة مالية للعائلات ذات الدخل المنخفض. الهدف من هذا البرنامج هو مساعدة الأسر التي تستخدمه على تحقيق الاكتفاء الذاتي.
- قسائم الطعام - يساعد هذا البرنامج الأسر ذات الدخل المنخفض على شراء البقالة كل شهر. يتم تحديد المبلغ المستحق للعائلات حسب حجم الأسرة ودخلها.
- دخل الضمان الإضافي (SSI) - يساعد هذا البرنامج الأطفال المعاقين في رعاية الأقارب. تعتمد الأهلية فقط على ما إذا كان الطفل معاقًا، ويساعد في نفقات معيشة الطفل.
- مدفوعات الرعاية البديلة - قد يكون هذا البرنامج متاحًا للعائلات ذات الصلة في ظل ظروف معينة و"تختلف متطلبات تلقي هذه المدفوعات من ولاية إلى أخرى.[23] " نظرًا للتغيرات الأخيرة وإقرار قانون رعاية الروابط، أصبح لدى الولايات المزيد من الخيارات عندما استخدام أموال حق الملكية IV-E لمدفوعات ولي الأمر.

## لتمويل

### أموال TANF المخصصة للأطفال فقط
خصصت الحكومة الفيدرالية تمويل المساعدة المؤقتة للعائلات المحتاجة (TANF) في جميع الولايات الأمريكية لدعم الأسر العاملة التي لديها أطفال تحت مستوى دخل معين. في حين أن الأهلية للحصول على أموال TANF العادية تعتمد على دخل الأسرة السنوي وحالة التوظيف، فإن نسخة "الطفل فقط" متاحة على المستوى الوطني. تأخذ هذه المنحة المخصصة للطفل فقط في الاعتبار مستوى دخل الطفل المعال، وليس أهلية العمل أو الدخل لمقدم الرعاية. مطلوب نوع من الحضانة المؤقتة أو الدائمة من خلال محكمة الأحداث أو خدمات الأطفال أو وكالة رعاية بديلة أخرى للتقدم بطلب للحصول على منحة TANF للأطفال فقط. يمكن الحصول على تمويل TANF من خلال مرافق خدمات الوظائف والأسرة بالمقاطعة.

## اعتمادات ضريبية
يجب أن تستوفي الأسر متطلبات الدخل التي تعتمد على عدد الأطفال الذين تقوم بتربيتهم. ليس من الضروري أن يكون مقدمو الرعاية الوصي القانوني للطفل أو الوصي عليه، ولا يلزم تعريف الطفل على أنه مُعال من قبل مقدم الرعاية من قبل مصلحة الضرائب الأمريكية. يجب أن يكون الطفل هو طفلك البيولوجي، أو حفيدك، أو ابن زوجك، أو طفلك بالتبني، أو شقيقك، أو سليل أحد هؤلاء. يجب أن يكون الطفل قد عاش معك لأكثر من نصف سنة التقديم وأن يكون عمره أقل من 19 عامًا، أو طالبًا بدوام كامل يقل عمره عن 24 عامًا، أو معاقًا تمامًا.

### ائتمان رعاية الطفل والمعالين
يساعد ائتمان رعاية الأطفال والمعالين العائلات التي تدفع تكاليف رعاية الأطفال حتى يتمكنوا من العمل أو البحث عن عمل. يعتمد مبلغ الائتمان بالدولار على عدد الأطفال في الأسرة، ودخل الأسرة السنوي، ومبلغ الأموال المدفوعة سنويًا لرعاية الطفل. ليس من الضروري أن يكون مقدمو الرعاية الوصي القانوني للطفل أو الوصي عليه، ولكن يجب تعريف الطفل على أنه مُعال من مقدم الرعاية من قبل مصلحة الضرائب الأمريكية.

### الائتمان الضريبي للطفل
يقدم الائتمان الضريبي للطفل ائتمانًا ضريبيًا يصل إلى 1000 دولار لكل طفل. الحد الأقصى للدخل المسموح به للحصول على هذا الائتمان مرتفع إلى حد ما، لذلك قد تكون العديد من الأسر التي لديها دخل زائد في البرامج الأخرى مؤهلة. يجب أن يكون عمر الطفل المؤهل أقل من 17 عامًا. ليس من الضروري أن يكون مقدمو الرعاية الوصي القانوني للطفل أو الوصي عليه، ولكن يجب تعريف الطفل على أنه معال من قبل مصلحة الضرائب الأمريكية.

### مؤهلات الائتمان الضريبي للطفل
وفقا لضريبة توربو، هناك سبعة عوامل تحدد من هو المؤهل للحصول على الائتمان الضريبي للطفل. أولاً، يجب أن يكون عمر الطفل أقل من 17 عامًا في نهاية السنة الضريبية التي تتقدم بطلب للحصول عليها. ثانيًا، يجب أن يكون الطفل مرتبطًا بالإيداع الفردي للحصول على الائتمان الضريبي للطفل. ومن أمثلة العلاقات: "الطفل هو طفله أو ابن الزوجة أو الطفل المتبنى. عند النظر إلى الأطفال الآخرين داخل أسرة الفرد، يمكنهم أيضًا المطالبة بالأخوة والأخوات والإخوة غير الأشقاء والأخوات وأيضًا بنات وأبناء الأخوة والأحفاد. “عند النظر إلى الدعم المالي الذي يحصل عليه الطفل، “لا يمكن أن يحصل الطفل على أكثر من نصف دخله الخاص. " وهذا يعني أن الطفل لا يمكن أن يكون مستقرًا ماليًا بمفرده، وإلا فإن التقديم الفردي للحصول على الائتمان الضريبي للطفل قد لا يكون مؤهلاً. يجب أن يكون الطفل معالًا لك، مما يعني أن التقديم الفردي للحصول على الائتمان الضريبي يجب أن يدعمه ماليًا طوال السنة الضريبية. يجب أن يكون الطفل أيضًا مواطنًا أمريكيًا. مؤهل آخر هو أن الطفل يجب أن يعيش مع الإيداع الفردي لأكثر من 6 أشهر من السنة التي يتم فيها تقديم الائتمان الضريبي. وأخيرا، يحدد دخل الأسرة ما إذا كان الفرد مؤهلا للحصول على الائتمان الضريبي. يمكن تخفيض الائتمان الضريبي إذا كان الدخل أعلى من المبالغ الموصى بها. "بالنسبة للزوجين اللذين يقدمان طلبات منفصلة، يبلغ الحد الأقصى 55000 دولار، و75000 دولار لرب الأسرة أو الأرملة، وللأزواج المتزوجين الذين يقدمون طلباتهم معًا يبلغ الحد الأقصى 110000 دولار. ولكل 1000 دولار فوق مستويات الدخل القصوى، ينخفض الائتمان الضريبي بمقدار 50 دولارًا. "

## أنظر أيضا
- دار الأيتام
- مجتمع رعاية الطفل السكني
- منازل جماعية
- الرعاية المجمعة
- منازل الكوخ
- الدعم الأسري
- الرعاية البديلة
- الرعاية البديلة في الولايات المتحدة
- مركز العلاج السكني
- الرعاية السكنية
- الرعاية المجتمعية
- خدمات الطفل والأسرة
- رعاية الأطفال والشباب
- الأطفال المتروكون في الصين
- أساءةالأطفال
- التخلي عن الطفل
- ملفوف (رعاية الأطفال)